# Carsten Kadach
Carsten Kadach (* 22. Januar 1964) ist ein ehemaliger deutscher Fußballschiedsrichter und Schiedsrichterassistent. Er hält mit 194 Einsätzen den deutschen Rekord für die meisten Bundesliga-Spiele als Schiedsrichterassistent.

## Karriere

### Anfänge und Aufstieg
Kadach begann 1983 seine Schiedsrichterlaufbahn beim VfL Suderburg im niedersächsischen Bezirk Lüneburg (Landkreis Uelzen). Parallel zu seiner Schiedsrichtertätigkeit arbeitete er 18 Jahre lang als Materialprüfer bei Rheinmetall. 1988 gelang ihm der Aufstieg in die Verbandsliga, 1992 in die Regionalliga (bis 1994 Oberliga).

### Bundesliga-Zeit als Hauptschiedsrichter
Von 1996 bis 1998 pfiff Kadach 18 Spiele der Zweiten Bundesliga als Hauptschiedsrichter. 2000 verzichtete er freiwillig auf weitere Einsätze als Schiedsrichter und wechselte zur Tätigkeit als Schiedsrichterassistent.

### Internationale Laufbahn als Assistent
Von 2003 bis 2009 war Kadach FIFA-Schiedsrichterassistent. Höhepunkte seiner Laufbahn waren prestigeträchtige internationale Finalspiele, bei denen er als Assistent von Herbert Fandel fungierte.

#### Wichtige internationale Einsätze
Fußball-EM 2008: Drei Spiele, darunter das Halbfinale Portugal – Türkei (2:0) und das Finale Spanien – Italien (0:0, 4:2 i. E.)
UEFA-Champions-League-Finale 2007: AC Mailand – FC Liverpool (2:1)
UEFA-Pokal-Finale 2006: FC Middlesbrough – Sevilla FC (0:4)
DFB-Pokal-Finale 2005: FC Schalke 04 – Bayern München (1:2) als Assistent von Florian Meyer
Confederations Cup 2005: Griechenland – Japan (0:1) in der Vorrunde

### Rekord und Karriereende
Mit 194 Einsätzen als Schiedsrichterassistent in der Bundesliga beendete Kadach am 14. Mai 2011 als Rekordhalter seine aktive Schiedsrichterkarriere beim Spiel Bayern München gegen VfB Stuttgart in der Allianz Arena.

## Tätigkeiten nach der aktiven Laufbahn

### Schiedsrichter-Beobachter
Nach seinem Karriereende war Kadach von 2011 bis 2017 als DFB-Schiedsrichter-Beobachter tätig. 2017 beendete er diese Tätigkeit nach einem Konflikt mit der DFB-Führung. Er erhob öffentlich Vorwürfe über Manipulationsversuche bei Schiedsrichterbewertungen und kritisierte die Strukturen im deutschen Schiedsrichterwesen.

### Politische Kandidatur
2011 kandidierte Kadach erfolglos als CDU-Bürgermeisterkandidat in Suderburg, zog seine Kandidatur jedoch mangels Unterstützung zurück.

### Aktuelle Tätigkeit
Seit 2020 leitet Kadach den Talentkader für junge Schiedsrichter im Kreis Heide-Wendland des Niedersächsischen Fußballverbands und ist weiterhin regional als Schiedsrichter-Beobachter aktiv.

## Anerkennung
Herbert Fandel bescheinigte Kadach „Weltspitze“-Qualitäten und lobte sein „ausgezeichnetes Auge“ sowie seinen „Verstand für die Situation“. Die Nominierung für prestigeträchtige internationale Finalspiele unterstrich seine fachliche Kompetenz.